# Лобанов, Василий Михеевич
Лоба́нов Васи́лий Михе́евич (13 января 1917, Кирсанов, Тамбовская губерния — 1 апреля 1993, посёлок Черкизово, Московская область) — учитель, отличник просвещения СССР.

## Биография
Родился в 1917 году в городе Кирсанове на Тамбовщине. После окончания школы поступил в Воронежский педагогический институт на биологический факультет. Был отправлен в школу работать по специальности, но началась война. Добровольцем ушёл на фронт. Лейтенант Василий Лобанов участвовал в обороне Сталинграда и боевых операциях 1-го Украинского и 1-го Белорусского фронтов. В 1944 году под Минском был тяжело ранен. После долгого лечения в госпиталях в марте 1946 года приехал к родственникам в Черкизово и стал работать учителем ботаники в средней школе. В 1945 году женился, вскоре родился сын. С 1951 года назначен директором Черкизовской средней школы. В 1957 году по его инициативе строится новое кирпичное здание школы. Вокруг школы и в посёлке им было выращено огромное количество плодоносных деревьев, в школе каждый год собирали богатый урожай. Неоднократно избирался депутатом поселкового совета двенадцать созывов подряд. В 1977 году ушёл на пенсию. Умер в 1993 году. Похоронен на Черкизовском кладбище. Обладатель награды «Отличник просвещения СССР».

## Военные награды
- Орден Отечественной войны I степени
- Орден Отечественной войны II степени
- Медаль «За оборону Сталинграда»
- Медаль «За победу над Германией в Великой Отечественной войне 1941—1945 гг.»

## Память
- Именем Василия Лобанова названа улица в посёлке Черкизово.